# Ruairi Quinn
Ruairi Quinn, född 2 april 1946 i Dublin, är en irländsk politiker. Han är Irlands utbildnings- och kunskapsminister (Minister for Education and Skills) sedan mars 2011. Han var Irlands finansminister 1994–1997 och partiledare för Arbetarpartiet 1997–2002. Han har varit ledamot av Dáil Éireann 1977–1981 och på nytt från och med 1982.